# John Humphrey
John Humphrey (ur. 23 marca 1970) – amerykański muzyk, perkusista zespołów Seether i The Nixons.
Ma podpisany kontrakt z firmą Ddrum, produkującą perkusję i akcesoria. Gra na sprzęcie tej właśnie firmy.

## Sprzęt
Hardware: Power Shifter Eliminator double pedal & various cymbal stands
Heads: Aquarian Hi Energy on snare batter, Response 2 on toms, Super Kick II on bass drum batter
Pałeczki: Vic Firth 3A